# Nils Karlsson
Nils Emanuel Karlsson (25. června 1917 Östnor – 16. června 2012 Mora) byl švédský běžec na lyžích. Byl známý pod přezdívkou Mora-Nisse, odvozenou od názvu jeho domovského města Mora a domácké podoby jména Nils.
Je historicky nejúspěšnějším účastníkem Vasova běhu v jeho rodné Dalarně, který dokázal vyhrát devětkrát (1943, 1945 až 1951 sedmkrát v řadě a 1953). Na Zimních olympijských hrách 1948 vyhrál závod na 50 km a na osmnáctikilometrové trati byl pátý. Na mistrovství světa v klasickém lyžování 1950 získal na padesátce bronzovou medaili, na olympiádě 1952 obsadil 5. místo na 18 km a 6. místo na 50 km. Také vyhrál Holmenkollenský lyžařský festival v letech 1947 a 1951. V roce 1944 získal Zlatou medaili Svenska Dagbladet pro nejlepšího švédského sportovce roku. V letech 1954–1966 trénoval švédskou běžkařskou reprezentaci. Vydal autobiografickou knihu V bílé stopě.